# Gynaephila
Gynaephila là một chi bướm đêm thuộc họ Erebidae.